# 费宏墓
28°16′51″N 117°38′28″E / 28.28083°N 117.64111°E
费宏墓位于中国江西省上饶市铅山县河口镇柴家埠村冠盖里，于1980年被列为县级文物保护单位，2006年被列为江西省文物保护单位。
费宏（1468-1535），铅山人，二十岁中状元，曾任礼部尚书、文渊阁大学士等职，死后归葬故里。
费宏墓甬道入口处建有石牌坊，甬道宽6.5米，长27米，石板、卵石漫地。甬道两旁分列五对石象生，中立墓碑。坟冢用青石砌筑，高3.3米，直径4.4米，青石墓碑高2.7米，上刻“明宰铺费宏之墓”七字。总占地面积860平方米。